# Patania concatenalis
Patania concatenalis là một loài bướm đêm trong họ Crambidae.